# Hội đường Do Thái Szeged
Hội đường Do Thái Szeged (tiếng Hungary: Szegedi zsinagóga) là một hội đường Do Thái nổi tiếng ở Thành phố Szeged, Hungary. Hội đường được xây dựng năm 1902 dựa trên bản thiết kế của kiến trúc sư người Do Thái gốc Hungary Lipót Baumhorn (1860-1932). Các tác phẩm của ông trở thành những ví dụ độc đáo về sự pha trộn giữa phong cách nghệ thuật mới và chủ nghĩa lịch sử (đôi khi gọi là phong cách Magyar). Hội đường thuộc sở hữu của Do thái giáo Neolog trong cộng đồng người Do Thái ở Hungary.
Tòa nhà cao 48,5 mét (159 foot) với kiến trúc bên trong được thiết kế theo nhiều phong cách lịch sử để tạo ra phong cách nghệ thuật mới / phong cách phục hưng Moorish tổng thể. Bức tường phía trên cây đàn organ giống như những xương sườn có nguồn gốc từ kiến trúc Gothic, mặt khác các cột chống đỡ ở các phòng trưng bày lại theo kiểu kiến trúc La Mã.
Kết cấu mái vòm lớn và được bảo phủ toàn bộ bằng kính màu là tác phẩm của nghệ sĩ tài ba người Hungary Miksa Róth.
Thiết kế hòm Torah (nơi chưa các cuộn sách Torah) ám chỉ đến công trình Holy of Holies trong Đền thờ Solomon bằng cách sử dụng gỗ sơn tiêu từ bờ sông Nile (loại gỗ thường dùng để xây dựng đền thờ này). Ngoài ra, các bản lề cửa có hình dạng của cây bài hương (một loại cây thường xuyên được sử dụng trong các Đền thờ cổ đại).
Đây là hội đường Do Thái lớn thứ hai ở Hungary, sau Hội đường Dohány ở Thủ đô Budapest, và lớn thứ 4 trên thế giới.

## Một số hình ảnh bên trong hội đường
- Bên trong Hội đường
- Mái vòm Hội đường
- Hòm Torah của Hội đường